# منطقة هاس
منطقة هاس (بالألبانية: Rrethi i Hasit) هي واحدة من ستة وثلاثين منطقة تقع في ألبانيا وهي جزء من مقاطعة كوكس.